# Cleistanthus salicifolius
Cleistanthus salicifolius är en emblikaväxtart som beskrevs av Airy Shaw. Cleistanthus salicifolius ingår i släktet Cleistanthus och familjen emblikaväxter. Inga underarter finns listade i Catalogue of Life.